# Lotta greco-romana ai Giochi della XXVIII Olimpiade - 66 kg
Il torneo si è svolto il 24 e il 25 agosto.
Legenda:
- TO — Vittoria per KO
- SP — Vittoria di superiorità, 10 punti di differenza, sconfitto con punti
- ST — Vittoria di superiorità, 10 punti di differenza, sconfitto senza punti
- PP — Vittoria ai punti, sconfitto con punti tecnici
- PO — Vittoria ai punti, sconfitto senza punti tecnici
- PA — Vittoria per squalifica dell'avversario
- DQ — Vittoria per rinuncia dell'avversario
- CP — Punti di classifica
- TP — Punti tecnici

## Gironi di qualificazione

### Girone 1
| Posizione | Lottatore          | Paese   | W | L | CP | TP |
| --------- | ------------------ | ------- | - | - | -- | -- |
| 1         | Jimmy Samuelsson   | Svezia  | 1 | 1 | 4  | 6  |
| 2         | Maxim Semenov      | Russia  | 1 | 1 | 4  | 5  |
| 3         | Vaghinak Galustyan | Armenia | 1 | 1 | 4  | 4  |

| Rosso              | Blu                | CP  |    | TP  |
| ------------------ | ------------------ | --- | -- | --- |
| Vaghinak Galustyan | Maxim Semenov      | 3-1 | PP | 2-2 |
| Jimmy Samuelsson   | Vaghinak Galustyan | 3-1 | PP | 5-2 |
| Maxim Semenov      | Jimmy Samuelsson   | 3-1 | PP | 3-1 |

### Girone 2
| Posizione | Lottatore      | Paese         | W | L | CP | TP |
| --------- | -------------- | ------------- | - | - | -- | -- |
| 1         | Kim In-Sub     | Corea del Sud | 2 | 0 | 6  | 9  |
| 2         | Nikolay Gergov | Bulgaria      | 1 | 1 | 3  | 3  |
| 3         | Levente Furedy | Ungheria      | 0 | 2 | 2  | 3  |

| Rosso          | Blu            | CP  |    | TP  |
| -------------- | -------------- | --- | -- | --- |
| Levente Furedy | Nikolay Gergov | 1-3 | PP | 2-3 |
| Kim In-Sub     | Levente Furedy | 3-0 | PP | 6-1 |
| Nikolay Gergov | Kim In-Sub     | 0-3 | PO | 0-6 |

### Girone 3
| Posizione | Lottatore      | Paese       | W | L | CP | TP |
| --------- | -------------- | ----------- | - | - | -- | -- |
| 1         | Farid Mansurov | Azerbaigian | 2 | 0 | 6  | 9  |
| 2         | Juan Maren     | Cuba        | 1 | 1 | 3  | 3  |
| 3         | Ryszard Wolny  | Polonia     | 0 | 2 | 1  | 2  |

| Rosso          | Blu            | CP  |    | TP  |
| -------------- | -------------- | --- | -- | --- |
| Farid Mansurov | Juan Maren     | 3-0 | PO | 3-0 |
| Ryszard Wolny  | Farid Mansurov | 1-3 | PP | 2-6 |
| Juan Maren     | Ryszard Wolny  | 3-0 | PO | 3-0 |

### Girone 4
| Posizione | Lottatore         | Paese        | W | L | CP | TP |
| --------- | ----------------- | ------------ | - | - | -- | -- |
| 1         | Parviz Zeidvand   | Iran         | 2 | 0 | 6  | 8  |
| 2         | Kanatbek Begaliev | Kirghizistan | 1 | 1 | 3  | 9  |
| 3         | Moises Sanchez    | Spagna       | 0 | 2 | 2  | 2  |

| Rosso             | Blu               | CP  |    | TP  |
| ----------------- | ----------------- | --- | -- | --- |
| Kanatbek Begaliev | Parviz Zeidvand   | 0-3 | PO | 0-5 |
| Moises Sanchez    | Kanatbek Begaliev | 1-3 | PP | 1-9 |
| Parviz Zeidvand   | Moises Sanchez    | 3-1 | PP | 3-1 |

### Girone 5
| Posizione | Lottatore          | Paese    | W | L | CP | TP |
| --------- | ------------------ | -------- | - | - | -- | -- |
| 1         | Şeref Eroğlu       | Turchia  | 3 | 0 | 11 | 26 |
| 2         | Armen Vardanyan    | Ucraina  | 2 | 1 | 8  | 13 |
| 3         | Luis Izquierdo     | Colombia | 1 | 2 | 4  | 0  |
| 4         | Manuchar Kvirkelia | Georgia  | 0 | 3 | 0  | 1  |

| Rosso              | Blu                | CP  |    | TP   |
| ------------------ | ------------------ | --- | -- | ---- |
| Armen Vardanyan    | Luis Izquierdo     | 4-0 | ST | 13-0 |
| Manuchar Kvirkelia | Şeref Eroğlu       | 0-4 | DQ | 1-11 |
| Armen Vardanyan    | Manuchar Kvirkelia | 4-0 | DQ |      |
| Luis Izquierdo     | Şeref Eroğlu       | 0-4 | ST | 0-10 |
| Armen Vardanyan    | Şeref Eroğlu       | 0-3 | PO | 0-5  |
| Luis Izquierdo     | Manuchar Kvirkelia | 4-0 | DQ |      |

### Girone 6
| Posizione | Lottatore              | Paese       | W | L | CP | TP |
| --------- | ---------------------- | ----------- | - | - | -- | -- |
| 1         | Mkkhitar Manukyan      | Kazakistan  | 3 | 0 | 10 | 18 |
| 2         | Konstantinos Arkoudeas | Grecia      | 2 | 1 | 7  | 13 |
| 3         | Jannis Zamanduridis    | Germania    | 1 | 2 | 5  | 9  |
| 4         | Gordon Wood            | Stati Uniti | 0 | 3 | 3  | 6  |

| Rosso               | Blu                    | CP  |    | TP   |
| ------------------- | ---------------------- | --- | -- | ---- |
| Jannis Zamanduridis | Mkkhitar Manukyan      | 1-3 | PP | 2-3  |
| Gordon Wood         | Konstantinos Arkoudeas | 1-3 | PP | 3-9  |
| Jannis Zamanduridis | Gordon Wood            | 3-1 | PP | 5-2  |
| Mkkhitar Manukyan   | Konstantinos Arkoudeas | 3-1 | PP | 4-1  |
| Jannis Zamanduridis | Konstantinos Arkoudeas | 1-3 | PP | 2-3  |
| Mkkhitar Manukyan   | Gordon Wood            | 4-1 | SP | 11-1 |

## Tabellone a eliminazione
|  | Quarti di finale  | Quarti di finale  |                           |                           | Semifinali        | Semifinali |  |  | Finale         | Finale |
|  |                   |                   |                           |                           |                   |            |  |  |                |        |
|  | 24 agosto 2004    |                   |                           |                           |                   |            |  |  |                |        |
|  |                   |                   |                           |                           |                   |            |  |  |                |        |
|  | Jimmy Samuelsson  | 3                 |                           |                           |                   |            |  |  |                |        |
|  | Jimmy Samuelsson  | 3                 | 25 agosto 2004            |                           |                   |            |  |  |                |        |
|  | Kim In-Sub        | 1                 |                           |                           |                   |            |  |  |                |        |
|  | Kim In-Sub        | 1                 | Jimmy Samuelsson          | 1                         |                   |            |  |  |                |        |
|  | 24 agosto 2004    |                   | Jimmy Samuelsson          | 1                         |                   |            |  |  |                |        |
|  |                   | Farid Mansurov    | 3                         |                           |                   |            |  |  |                |        |
|  | Farid Mansurov    | Farid Mansurov    | 3                         | 2                         |                   |            |  |  |                |        |
|  | Farid Mansurov    |                   | 25 agosto 2004            | 2                         |                   |            |  |  |                |        |
|  | Parviz Zeidvand   | 1                 |                           |                           |                   |            |  |  |                |        |
|  | Parviz Zeidvand   | 1                 | Farid Mansurov            | 4                         |                   |            |  |  |                |        |
|  | 24 agosto 2004    |                   | Farid Mansurov            | 4                         |                   |            |  |  |                |        |
|  |                   | Şeref Eroğlu      | 3                         |                           |                   |            |  |  |                |        |
|  | Şeref Eroğlu      | Şeref Eroğlu      | 3                         |                           |                   |            |  |  |                |        |
|  | 25 agosto 2004    |                   |                           |                           |                   |            |  |  |                |        |
|  | bye               |                   |                           |                           |                   |            |  |  |                |        |
|  | Şeref Eroğlu      | TO                | Finale per il terzo posto | Finale per il terzo posto |                   |            |  |  |                |        |
|  | Şeref Eroğlu      | TO                | Finale per il terzo posto | Finale per il terzo posto | 24 agosto 2004    |            |  |  |                |        |
|  |                   | Mkkhitar Manukyan | 5:12                      |                           |                   |            |  |  |                |        |
|  | Mkkhitar Manukyan | Mkkhitar Manukyan | 5:12                      |                           | Mkkhitar Manukyan | 8          |  |  |                |        |
|  | Mkkhitar Manukyan |                   |                           |                           | Mkkhitar Manukyan | 8          |  |  |                |        |
|  | bye               |                   |                           | Jimmy Samuelsson          | 1                 |            |  |  |                |        |
|  | bye               |                   |                           | Jimmy Samuelsson          | 1                 |            |  |  |                |        |
|  |                   |                   |                           |                           |                   |            |  |  | 25 agosto 2004 |        |
|  |                   |                   |                           |                           |                   |            |  |  |                |        |